# Eska Nord
Eska Nord – lokalna stacja radiowa z siedzibą w Gdyni (pod koniec istnienia w Sopocie), nadająca swój program w Trójmieście i okolicach w latach 1994–2008.
21 lipca 2008 r., radio zaprzestało posługiwania się dotychczasową nazwą, a 25 lipca 2008 rozpoczęło działalność jako RMF Maxxx Trójmiasto – stacja należąca do sieci RMF Maxx, rozgłośni nadających w formacie CHR i adresujących program do słuchaczy w wieku 15-30 lat. Audycje nadawane z sopockiego studia zastąpiła retransmisja programu sieciowego z Krakowa.

## Historia
Radio Eska Nord powstało w 1994 roku, emisję programu rozpoczynając 6 grudnia. Początkowo siedziba stacji mieściła się w budynku YMCA przy ul. Żeromskiego w Gdyni. W tworzeniu gdyńskiej rozgłośni współuczestniczyło warszawskie Radio Eska – po którym Eska Nord przyjęła pierwszy człon swojej nazwy. Początkowo stacja kierowała swój program przede wszystkim do odbiorców w wieku 30-50 lat, stąd na antenie dominowały starsze utwory muzyczne. Nadawano także wiele programów informacyjno-publicystycznych. Promocja radia opierała się wówczas na bardzo intensywnym sponsoringu i patronacie wielu imprez oraz wydarzeń kulturalnych.
Po kilku latach działalności radio przeniosło się do nowej siedziby, mieszczącej się w Centrum Handlowym „Klif” w Gdyni Orłowie przy al. Zwycięstwa. Do radia przenieśli się popularni prezenterzy Radia Plus: Jacek Antkowiak, Krzysztof Jedziniak i Edi Frenkler, który od 1998 został dyrektorem programowym radia. Radio poprawiło swój profesjonalizm i wyniki słuchalności, pojawiło się sporo nowych programów i konkursów. Szefem muzycznym w tym okresie był Piotr Patzer, a prezesem stacji Marian Zacharewicz.
Pierwsza poważna zmiana charakteru programu nastąpiła około 2000 roku, kiedy to Eska Nord stała się radiem muzycznym, grającym „Największe przeboje, najlepsze nowości” – tak brzmiał od tej pory oficjalny liner radia. Wprowadzony został format Hot AC. Zupełnie zmieniła się także oprawa dźwiękowa Eski Nord – poprzednia towarzyszyła stacji od momentu jej powstania. Niebawem wprowadzone zostało również zupełnie nowe logo – stare na przestrzeni lat pozostawało bez większych zmian, przechodząc jedynie najróżniejsze modyfikacje.
13 kwietnia 2004 roku Eska Nord zmuszona była przerwać nadawanie na skutek sporu koncesyjnego z konkurencyjnym Radiem Eska oraz unieważnienia przez KRRiT koncesji stacji. Po kilku tygodniach nieobecności, 3 czerwca Eska Nord powróciła w eter na podstawie nowej koncesji.
Wkrótce po wznowieniu emisji nastąpiły kolejne zmiany w charakterze radia. Eska Nord zaczęła grać w formacie muzycznym CHR, a swój program adresować przede wszystkim do młodych słuchaczy. Od tamtej pory stacji towarzyszyły liner „Dobra zabawa” i zmieniona oprawa dźwiękowa. Na antenie dominowała muzyka w gatunkach: pop, dance, r'n'b. Do końca 2006 roku stację wyróżniały bardzo rozbudowana playlista, licząca ponad 1000 utworów oraz zróżnicowane audycje i pasma muzyczne.
W dalszym ciągu jednak radio poświęcało sporo czasu tematyce lokalnej, nadając serwisy lokalne „Wydarzenia”, wiadomości kulturalne i informacje drogowe. Stacja postawiła także na bliski kontakt ze swoimi słuchaczami, którzy mogą za pośrednictwem e-maili, telefonów i esemesów (bez opłat dodatkowych) brać udział w większości audycji i licznych konkursach.

### Przyłączenie do sieci RMF Maxxx
Od grudnia 2006 r. Eska Nord przygotowywała się do przekształcenia w kolejną stację sieci RMF Maxx. Z playlisty zniknęła wówczas większość wcześniej granych utworów, co miało na celu jej ujednolicenie z playlistą RMF Maxxx (około 300 nagrań). 12 lutego 2007 nastąpiły kolejne zmiany – z ramówki usunięto niemal wszystkie audycje, skrócono serwisy informacyjne, a w oprawie dźwiękowej pojawiły się podkłady do wejść prezenterskich używane w sieci RMF Maxxx.
We wrześniu 2007 Radio Eska Nord zmieniło właściciela. Multimedia, poprzez swoją spółkę Region, kupiły 100 proc. udziałów w rozgłośni. 5 listopada stacja wprowadziła nowe dżingle bazujące na oprawie RMF Maxxx, a w ramówce znalazły się programy znane z anteny krakowskiej rozgłośni: Lista „Hop-Bęc”, „Muza pod Waszym nadzorem”, „Prze-Mixxx”, „MTV Maxxx Hits” oraz „Tiesto's Club Life”.
W połowie lutego 2008 roku siedziba Eski Nord przeniesiona została do Sopotu na ul. Haffnera (tzw. „Krzywy Domek”), gdzie mieszczą się również trójmiejski oddział RMF FM oraz biura reklamy obu stacji.
W czerwcu 2008 do Krajowej Rady Radiofonii i Telewizji wpłynął wniosek nadawcy o zmianę nazwy rozpowszechnianego programu z „Radia Eska Nord” na „RMF Maxxx Trójmiasto”. 15 lipca br. Rada wydała pozytywną decyzję w tej sprawie.

### Sporna nazwa
Wbrew zbieżności nazw, Eska Nord nigdy nie było częścią sieci radiowej Eska, której odpowiednikiem w Trójmieście w latach 2003–2008 było Radio HIT FM. Jednak warszawskie Radio Eska, obecnie będące trzonem całej sieci, współtworzyło gdyńską stację w pierwszych latach jej nadawania. Stacja ostatecznie nie została wcielona do sieci Eski, której trójmiejskim oddziałem stała się przejęta przez Zjednoczone Przedsiębiorstwa Rozrywkowe studencka rozgłośnia z Gdańska – Radio Arnet.
Od kilku lat między Eską Nord a siecią Eska trwał sądowy spór o nazwę. W grudniu 2006 r. Urząd Patentowy unieważnił patent na logo i nazwę Eski Nord uzasadniając to możliwością wprowadzenia słuchacza w błąd. Decyzja nie była prawomocna, zatem do momentu pełnego przyłączenia się do RMF Maxxx, Eska Nord mogła bez przeszkód posługiwać się swoją dotychczasową nazwą.

## Prezenterzy Radia Eska Nord
w ostatnim okresie działalności:
- Mariusz Pucyło (dawniej Radio Arnet)
- Robert Bojanowski
- Kahna Stefiuk
- Sebastian Drausal (dawniej Radio Plus)

dawniej:
- Rafał Prokop (do 2008 roku, dawniej Radio Hello)
- Marian Zacharewicz (do 2008 roku)
- Joanna Harczuk (do 2007 roku)
- Aleksandra Szkolnicka (do 2007 roku)
- Joanna Skrzypiec (do 2006 roku)
- Piotr Patzer (do 2007 roku)
- Edi Frenkler (do 2000 roku, dawniej Radio Plus)
- Marcin Sobesto
- Tomasz Wiśniewski
- Maciej Józefowicz
- Roland Reszczyński
- Krzysztof Jedziniak (dawniej Radio Plus)
- Jacek Antkowiak (dawniej Radio Plus)
- Piotr Świercz (do 2000)
- Adam Greczyło (do 2000)
- Krzysztof Feldman (do 2000)
- Dariusz Badaszko (do 2000)

### Dział Informacji
w ostatnim okresie działalności:
- Magda Kolada
- Tomasz Lasek
- Jarosław Zgirski

dawniej:
- Maciej Bogdanowicz – szef Dział Informacji (do 2008 roku)
- Mariusz Szymański – szef Działu Informacji
- Marek Cygański – szef Działu Informacji
- Jarosław Cejrowski - Dział Informacji
- Piotr Cejnóg – Dział Informacji (do 1998 roku)
- Krzysztof Dąbrowski – szef Działu Informacji
- Małgorzata Omachel – Dział Informacji
- Monika Merkel – Dział Informacji
- Adriana Miler – Dział Informacji
- Maja Fenrych – Dział Informacji
- Marta Kaczmarek – Dział Informacji
- Krzysztof Klinkosz – Dział Informacji
- Anna Gonia – Dział Informacji
- Marek Wieliński – program „Piąty bieg”
- Bartosz Musiał – Dział Informacji
- Anna Bartoszewicz-Pajka – Dział Informacji
- Mariusz Kowalik – Dział Informacji
- Grzegorz Armatowski – Dział Informacji (do 2003 roku)
- Krzysztof Mielewczyk – Dział Informacji (lata 2001-2007, dawniej Polskie Radio Gdańsk, Trójka, PR I 1990-1997, PR Katowice 1999-2001)
- Marcin Daczko – Dział Informacji (lata 2001-2007, dawniej Radio Gdańsk lata 1997-2001)

### Prezenterzy programów sieciowych
- Paweł Zięba (Lista Hop-Bęc, dawniej Radio Fan)
- Tomasz Dudek (Muza pod Waszym nadzorem, dawniej Radio Tak FM)
- Przemek Grabowski (Prze-Mixxx, dawniej Radio Vigor FM)
- Robert Karpowicz (MTV Maxxx Hits)

## Programy Radia Eska Nord
w ostatnim okresie działalności:
- Lista Hop-Bęc
- Muza pod Waszym nadzorem
- MTV Maxxx Hits
- Prze-Mixxx
- Tiesto's Club Life
- Top Zgir

dawniej:
- Goście Mariana Zacharewicza
- 100 Numerów Eski
- Kalendarium Muzyczne
- Lista 25
- Muzyka ze znakiem jakości
- Goście Mariana Zacharewicza
- Black & Sexy (wcześniej Na czarno dla białych)
- Nocny Soul Show
- Top Nova
- Retro Lista
- Magazyn filmów
- Beka śmiechu
- Centrala zamówień
- Bla Bla Cafe
- Interactive
- Niemoralna propozycja
- Pobudka
- W łóżku z Kahną i Sebastianem
- Droga do domu
- Pięć dych
- Babcia Władzia
- Złoty kwadrans
- Dzika noc
- Piąty bieg - Marcin Daczko i Jarosław Zgirski